# Kloramfenikol
Kloramfenikol je antimikrobni lijek, bakteriostatik, dobiven od bakterija iz roda streptomiceta (Streptomyces venezuelae), a poslije se počeo proizvoditi sintetički. Djeluje tako da na ribosomima ometa sintezu bjelančevina. Kao i tetraciklin ima širok spektar djelovanja na aerobne i anaerobne bakterije. Njegova primjena je ograničena zbog sporadične teške toksičnosti na funkciju koštane srži, koja može prouzročiti smrtni ishod. Propisuje se samo za meningitis uzrokovan hemofilusom influence ili za trbušni tifus.